# 리온 윌리엄스

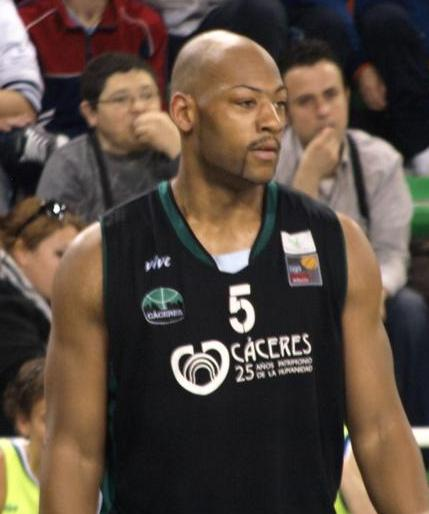

리온 윌리엄스(Leon Williams, 본명: Leon Vernon Williams Jr., 1986년 7월 24일 ~ )는 미국의 프로 농구 선수이다.

## 경력
윌리엄스는 2004년에 카디널 기븐스 스쿨(Cardinal Gibbons School)을 졸업했다. 고등학교 졸업 후 윌리엄스는 2004년부터 2008년까지 오하이오 대학교에서 대학 농구를 했으며, 그 기간 동안 벨리즈 뱅크 불독스의 여름 리그 벨리즈 엘리트 농구 리그(Belize Elite Basketball League)에서도 뛰었다.
2008년 졸업 후 윌리엄스는 튀르키예에서 프로 경력을 시작하여 피나르 카르시야카(Pınar Karşıyaka)에서 2년 동안 뛰었고 이후 에르데미르(Erdemir)에서 두 시즌 모두 터키 농구 리그 최고의 리바운더로 활약했다.
2010년 윌리엄스는 프랑스 농구팀 스트라스부르 IG와 계약했지만 프리시즌이 끝나고 시즌이 시작되기 직전에 예고도 클럽의 동의도 없이 아픈 친척이나 원한을 불러일으키며 팀과 국가를 떠났다. 부동산 분야에서 경력을 시작하기 위해 스트라스부르는 제재를 위협했지만 그로부터 아무것도 나오지 않았다.
1년 후, 계약이 만료된 후 그는 스페인 농구 2부 리그인 리가 에스파뇰라 데 발론세스토(Liga Española de Baloncesto)의 카세레스 파트리모니오(Cáceres Patrimonio de la Humanidad)에서 뛰기 위해 스페인으로 건너갔다.
그 시즌 이후 그는 한국 농구 리그의 고양 오리온스로 이적했는데, 부분적으로 그의 한국계 미국인 여자 친구가 자신의 뿌리를 찾고 싶어했기 때문에 그는 또한 한국 시민이 되겠다는 의사를 밝혔다. 한국에서 한 시즌을 보낸 후 그는 한국 농구 시즌에 이어 발론세스토 슈페리어 나시오날(Baloncesto Superior Nacional)의 칸그레헤로스 데 산투르세(Cangrejeros de Santurce)로 이적했으며 향후 3년 동안 두 리그를 번갈아 가며 활동했다.
2016년 1월 13일, 2015-16 시즌의 나머지 기간 동안 카발라와 계약했다. 나중에 2016 BSN 시즌을 위해 칸그레헤로스 데 산투르세에 다시 합류했다. 2016년 8월 5일 윌리엄스는 터키의 베스트 발리케시르(Best Balıkesir)와 계약했다. 2016년 12월 4일, 그는 터키 상위 디비전에서 평균 11.7득점과 9.9리바운드를 기록한 후 발리케시르와 이별했다.